# Guesia Guelfman
Guesia Mírovna Guelfman (en bielorruso Геся Міраўна (Меераўна) Гельфман; en ruso: Ге́ся Ми́ровна (Мееровна) Ге́льфман; en yiddish: העסיע העלפֿמאַן; Mazyr, -San Petersburgo, 1 (13) de febrero ) fue una revolucionaria rusa miembro de Naródnaya Volia, implicada en el asesinato del Zar Alejandro II de Rusia.

## Primeros años
Nacida en una familia judía observante, Gelfman la abandonó a la edad de 16 o 17 años para evitar un matrimonio concertado y se mudó a Kiev, donde encontró trabajo como obrera en una sastrería y se inscribió en un curso para matronas graduándose en 1774.

## Actividades revolucionarias
Durante su estancia en Kief fue miembro activo de varias asociaciones revolucionarias y conoció, entre otros, a Leo Deutsch y Nikolái Nikoláyevich Kolódkyevich (1849-1884), su futuro esposo. En 1877 durante el Juicios de los 50, Gelfman fue sentenciada dos años en el Castillo de Litovsky. El 14 de marzo de 1879 fue enviada al exilio interno a la provincia de Novgorod, de donde escapó unos meses después y en noviembre se unió al Narodnaya Volya en San Petersburgo,  probablemente siguiendo los pasos de Kolódkyevich, quien había estado entre los fundadores y era miembro del Comité Ejecutivo.
En 1881, fue parte del grupo que asesinó a Alejandro II. Ella estaba asignada a cuidar de un departamento conspirativo, donde vivía con otro miembro del grupo, Nikolai Sablin, haciéndose pasar por una pareja casada por encima de toda sospecha. Cuando la policía irrumpió en el apartamento dos días después del atentado contra el zar, Sablin se suicidó de un disparo y ella fue capturada.

## Muerte

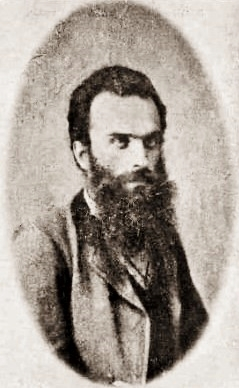
Su esposo
Nikolái Kolódkyevich

Durante el juicio de Pervomartovtsy en marzo de 1881, Gelfman se negó a admitir cualquier culpa por el atentado contra la vida del zar, pero fue igualmente sentenciada a pena de muerte por la horca. Pocas horas después de haber sido condenada, escribió: "En vista de la sentencia que he recibido, considero mi deber moral declarar que estoy en el cuarto mes de embarazo". Kolódkyevich había sido también arrestado en enero. De acuerdo con la ley en ese momento no se podía ejecutar a una mujer embarazada al considerarse inocente al feto, así que su ejecución fue postpuesta hasta cuarenta días después del nacimiento y mientras tanto estaría en la Fortaleza de San Pedro y San Pablo. Tres meses después, gracias a la campaña de socialistas y medios de comunicación de Europa occidental contra las ejecuciones su sentencia fue cambiada por un periodo indefinido de katorga y fue llevada a la prisión donde había estado anteriormente.
El 5 de julio [NS], cuando estaba aún en la fortaleza de Pedro y Pablo y con el permiso del Ministro de Interior Nicholas Pavlovich Ignatiev, pudo hacer una entrevista (de al menos una hora y media) con un periodista del diario Golos acompañado por su defensa en el juicio, un abogado llamado Goerke. Durante el curso de esta entrevista, hizo referencia a la ausencia de un debido cuidado y atención médica para la mujer.
Gelfman dio a luz en la prisión en octubre de 1881. A petición del departamento de policía, su nacimiento fue atendido por un ginecólogo de la corte imperial, algo sin precedentes. Tuvo severas complicaciones en el parto al romperse su perineo: se rumoreó que el ginecólogo se había negado a coser la herida aunque nunca se demostró; ella quedó delirando durante el periodo postnatal y para el 24 de noviembre había desarrollado una peritonitis que se volvió aguda el 17 de enero de 1882, en cualquier caso cuidó de su hija hasta el 25 de enero, cuando se la llevaron para meterla en un orfanato y registrarla como hija de padres desconocidos. Las autoridades zaristas habían rechazado la solicitud de los padres de Kolódkyevich para obtener la custodia del bebé.
De acuerdo con el siguiente reporte médico, la peritonitis se extendió con fiebres y seis días más tarde, Gelfman murió. Su hija moriría poco después a causa de alguna enfermedad de la que no se tienen referencias. Kolódkyevich murió de escorbuto en prisión en 1884.: 83 

## Herencia
La importancia del papel de Gelfman en el asesinato fue ampliamente exagerado y sus orígenes judíos subrayados durante los pogroms que siguieron a su asesinato.
El propagandista revolucionario Serguéi Mijáilovich Kravchinski, conocido como Stepniak, dedicó un capítulo de su Rusia subterránea a Guelfman (aquí indicada como Hessa Helfman), el único dedicado a una persona que él mismo no había conocido personalmente. Escribe Stepniak:

Era una de aquellas heroínas anónimas, de aquellas modestas trabajadoras que lo sacrifican todo en el altar de su causa, sin pedir la menor recompensa. Desempeñan el cometido más ingrato: se inmolan por nada, por haber prestado su nombre para la correspondencia ajena, por haber dado asilo á un hombre, muchas veces desconocido, por haber enviado un paquete sin conocer su contenido. Los poetas no les dedican versos; la historia no las inscribe en sus fastos, ni merecerán un recuerdo de la posteridad agradecida. Pero sin sus esfuerzos no podría existir el partido y toda lucha sería imposible.

Pero he aquí que una onda de la historia arrebata á una de esas heroínas del rincón obscuro donde creía consumir su vida, y la lleva en su cresta centelleante álo más alto de la celebridad universal. Entonces todos miran aquel modesto semblante y en él advierten rasgos de una fuerza de ánimo y una abnegación tan grandes, que despiertan el asombro de los más bravos.

Tal es la historia de Hessa Helfman.
Stepnyak, La Rusia Terrorista. Perfiles y bocetos revolucinarios, Barcelona, F. Granada y C., s.f., p. 90